# Перевоз (Брянская область)
Перевоз — село в Новозыбковском городском округе Брянской области.

## География
Находится в западной части Брянской области на расстоянии приблизительно 7 км на запад-юго-запад по прямой от районного центра города Новозыбков на правом берегу реки Ипуть.

## История
Основано в 1703 году как старообрядческая слобода. Некоторое время принадлежало Киево-Печерской лавре. В 1892 году учтено было 192 двора. В XIX веке упоминалось о наличии здесь Николаевской церкви (не сохранилась). В середине XX века работал колхоз «Ипуть». До 2019 года входило в Деменское сельское поселение до его упразднения.

## Население
Численность населения: 192 человека (1892 год), 80 человек в 2002 году (русские 100 %), 68 в 2010.